# Anita (альбом)
Anita — студийный альбом американской певицы Аниты О’Дэй, выпущенный в 1956 году. Он был аранжирован и дирижирован Бадди Брегманом и стал первым в серии альбомов, записанных О’Дэй для Verve Records. Норман Гранц был продюсером этого альбома, и это был первый альбом, выпущенный на его новом лейбле.
Впоследствии неоднократно переиздавался, в том числе и под названием This Is Anita.

## Отзывы критиков
| Оценки критиков                            | Оценки критиков |
| Источник                                   | Оценка          |
| ------------------------------------------ | --------------- |
| AllMusic                                   | [ 3 ]           |
| Encyclopedia of Popular Music              | [ 4 ]           |
| MusicHound Jazz: The Essential Album Guide | [ 5 ]           |
| The Rolling Stone Jazz & Blues Album Guide | [ 6 ]           |

Скотт Яноу из AllMusic отметил, что Анита О’Дэй в отличной форме и находится на пике своих возможностей с такими песнями, как «You’re the Top», «Honeysuckle Rose», эмоциональным прочтением «A Nightingale Sang in Berkeley Square» и «As Long As I Live», а также назвал альбом одной из её лучших записей. Рецензент Stereo Review Крис Альбертсон написал, что О’Дэй без особых усилий исполняет программу из знакомого материала, адаптируя произведения Гершвина, Уоллера и Коула под себя — и любого ценителя искусства джазового пения.

## Список композиций
1. «You’re the Top» (Коул Портер) — 2:24
2. «Honeysuckle Rose» (Энди Разаф, Фэтс Уоллер) — 3:13
3. «A Nightingale Sang in Berkeley Square» (Мэннинг Шервин, Эрик Машвиц) — 4:00
4. «Who Cares?» (Джордж Гершвин, Айра Гершвин) — 3:14
5. «I Can’t Get Started» (Айра Гершвин, Вернон Дюк) — 3:53
6. «Fine and Dandy» (Кей Свифт, Пол Джеймс) — 2:25
7. «As Long as I Live» (Гарольд Арлен) — 3:39
8. «No Moon at All» (Редд Эванс, Дэвид Манн) — 2:28
9. «Time After Time» (Сэмми Кан, Джул Стайн) — 4:06
10. «I’ll See You in My Dreams» (Ишем Джонс, Гас Кан) — 2:50
11. «I Fall In Love Too Easily» (Сэмми Кан, Джул Стайн) — 2:54
12. «Beautiful Love» (Хейвен Гиллеспи, Уэйн Кинг, Эгберт Ван Олстайн, Виктор Янг) — 2:37

## Участники записи
- Анита О’Дэй — вокал
- Корки Хейл — арфа
- Барни Кессел — гитара
- Джо Мондрагон — контрабас
- Милт Бернхарт, Джо Ховард, Ллойд Ульяте, Си Зентнер — тромбон
- Элвин Столлер — ударные
- Пол Смит — фортепиано, селеста